# 당진시의 시내버스
당진시의 시내버스는 충청남도 당진시를 중심으로 운행하는 버스를 이용한 대중교통 수단으로, 운수업체로는 당진여객이 유일하다.

## 운임
2018년 7월 기준 요금이다. 하차후 1시간 이내 1회에 한해 무료환승이 가능하다.
| 종류                        | 나이                    | 카드 (원) | 현금 (원) |
| --------------------------- | ----------------------- | --------- | --------- |
| 일반                        | 어른 (만 19세 이상)     | 1,500     | 1,600     |
| 일반                        | 청소년 (만 13세 ~ 18세) | 1,150     | 1,100     |
| 일반                        | 어린이 (만 6세 ~ 12세)  | 700       | 800       |
| 좌석 (9200번,9600번,9601번) | 어른 (만 19세 이상)     | 4,400     | 4,400     |
| 좌석 (9200번,9600번,9601번) | 청소년 (만 13세 ~ 18세) | 1,240     | 1,440     |
| 좌석 (9200번,9600번,9601번) | 어린이 (만 6세 ~ 12세)  | 2,200     | 2,2000    |

시계외구간은 킬로미터당 116.14원으로 받았으나 군에서 시로 승격하면서 시계외요금은 폐지되었다.

## 운수 업체
2021년 6월 기준이다.
| 운행업체 | 보유 노선수 | 면허 대수 | 등록 대수 |
| -------- | ----------- | --------- | --------- |
| 당진여객 | 224         | 74        | 74        |
| 합계     | 224         | 74        | 74        |

## 당진시 차적의 버스 노선
당진군이었던 시절인 2005년 3월 1일부터 당진 지역을 운행하는 모든 노선에 번호제를 도입하였다.
운행 노선에서 다음 명칭들은 다른 명칭으로도 쓰인다.
- 시내 : 구터미널 (구터)
- 터미널 : 신터미널

굵은 글씨로 표기된 지역은 회차지이다.

### 시내 순환
| 노선 번호   | 운행구간           | 운행구간 | 운행구간           | 경유지                                                                        | 운행 횟수 | 배차 간격 (분) | 비고                        |
| ----------- | ------------------ | -------- | ------------------ | ----------------------------------------------------------------------------- | --------- | -------------- | --------------------------- |
| 푸르지오1   | 당진푸르지오아파트 | ↔        | 터미널             | 시내, 주공그린빌                                                              | 1회       | 1회            |                             |
| 힐스테이트1 | 가교리             | ↔        | 보건소             | 송학하수처리장, 현대아파트, 원당교, 호서고등학교, 제일꽃게장                  | 1회       | 1회            |                             |
| 수청1       | 터미널             | ↔        | 호반써밋2차아파트  | 동부센트레빌2차, 하늘채.이안, 시내, 문예의전당, 수청하이앤                    | 6회       | 120분          |                             |
| 수청2       | 수청3로            | ↔        | 터미널             | 호반써밋3차, 주공아파트, 시내, 신성아파트, 당진시청후문, 수청1로              | 6회       | 120~240분      |                             |
| 대덕마을1   | 대덕마을           | ↔        | 터미널             | 필하우스, 보건소, 당진2교, 축협, 시내, 호서고등학교                           | 1회       | 1회            |                             |
| 대덕마을2   | 푸르지오           | ↔        | 터미널             | 휴먼시아, 삼성A, 당진중학교, 시내, 신성A, 호서고등학교                        | 1회       | 1회            | 토,일,공휴일 운휴           |
| 대덕동1     | 터미널             | ↔        | 대덕1통            | 호서고등학교, 남산휴먼빌, 수청동, 소송교                                      | 1회       | 1회            |                             |
| 대덕동2     | 터미널             | ↔        | 대덕1통            |                                                                               |           |                |                             |
| 순환1       | 터미널             | ↔        | 터미널             | 수청한라비발디, 하늘채.이안, 시내                                             | 12회      | 60~120분       |                             |
| 순환2       | 터미널             | ↔        | 휴먼시아아파트     | 수청한라비발디, 하늘채.이안                                                   | 12회      | 60분           |                             |
| 순환3       | 터미널             | ↔        | 휴먼시아아파트     | 당진중학교, 무수동육교, 동부대로                                              | 13회      | 60~120분       |                             |
| 순환4       | 터미널             | ↔        | 휴먼시아아파트     | 당진중학교, 당진보건소, 중홍S클래스, 당진시청, 당진버스터미널앞               | 11회      | 60~120분       |                             |
| 순환5       | 당진교육청         | ↔        | 힐스테이트         | 당진대덕마을5단지, 종합복지타운, 시내, 주공그린빌, 청구아파트입구, 시곡삼거리 | 11회      | 60~120분       |                             |
| 순환6       | 당진교육청         | ↔        | 힐스테이트         | 당진대덕마을5단지, 종합복지타운, 시내, 주공그린빌, 청구아파트입구, 입암교차로 | 12회      | 120분          | 토,일,공휴일 운휴           |
| 순환10      | 터미널             | ↔        | 우두2통            | 호서고등학교, 당진도서관                                                      | 2회       | 105분          |                             |
| 순환11      | 터미널             | ↔        | 우두2통            | 수청한라비발디, 하늘채.이안, 시내, 당진하수처리장                             | 1회       | 1회            |                             |
| 순환12      | 우두2통            | ↔        | 터미널             | 수청한라비발디, 하늘채.이안, 시내                                             | 2회       | 240분          |                             |
| 순환14      | 우두2통            | ↔        | 터미널             | 우두2통, 당진제2교, 부경2차아파트                                             | 1회       | 100분          |                             |
| 순환15      | 우두2통            | ↔        | 터미널             | 우두2통, 당진제2교, 문예의전당, 수청한라비발디                                | 2회       | 240분          |                             |
| 순환16      | 우두2통            | ↔        | 터미널             | 우두2통, 당진제2교, 문예의전당, 수청한라비발디                                | 1회       | 1회            |                             |
| 순환20      | 우두동             | ↔        | 터미널             | 수청한라비발디, 하늘채.이안, 시내                                             | 2회       | 360분          |                             |
| 41-4        | 교육청             | ↔        | 호반1차아파트      | 당진대덕마을5단지                                                             | 1회       | 1회            | 토.공휴일 방학기간에는 운휴 |
| 41-5        | 호반1차아파트      | ↔        | 한성필하우스아파트 | 시티프라디움2차                                                               | 2회       | 55분           |                             |

### 당진터미널 출발
| 노선 번호 | 운행구간    | 운행구간 | 운행구간             | 경유지                                                                                                  | 운행 횟수                    | 배차 간격 (분)                  | 비고      |
| --------- | ----------- | -------- | -------------------- | --- | ---------------------------- | ------------------------------- | --------- |
| 100       | 터미널      | ↔        | 도비도               | 대호가든, 음샘말, 삼봉3리, 석문면행정복지센터, 대촌리, 당진종합운동장, 시내                             | 2회                          | 60분                            |           |
| 101       | 터미널      | ↔        | 삼봉                 | 호서고등학교, 당진도서관, 당진종합운동장, 고대중학교, 삼화교, 석문초등학교, 원뚝머리                    | 1회                          | 985분                           |           |
| 102       | 터미널      | →        | 삼봉                 | 호서고등학교, 당진도서관, 당진종합운동장, 고대중학교, 삼화교, 석문초등학교, 산단7로, 삼봉산주유소       | 1회                          | 1회                             |           |
| 103       | 도비도      | →        | 터미널               | 대호가든, 음샘말, 삼봉3리, 석문면행정복지센터, 장항, 대동약방, 당진중학교, 원당주공그린빌               | 2회                          | 60분                            |           |
| 105       | 터미널      | ↔        | 교토리               | 대호빌라, 광명주유소, 원뚝머리, 천년나무4단지, 고대중학교, 진관삼거리, 신성아파트                       | 1회                          | 1회                             |           |
| 110       | 터미널      | ↔        | 도비도               | 호서고등학교, 운곡, 산내들아파트, 원삼화로, 삼봉, 초락교차로, 초락도리                                  | 6회                          | 120분                           |           |
| 111       | 남진빌라    | →        | 터미널               | 초락2리, 바리미골, 새원삼거리, 천년나무4단지, 대촌2리, 당진종합운동장, 당진제2교                        | 1회                          | 1회                             |           |
| 112       | 터미널      | →        | 남진빌라             | 호서고등학교, 운곡, 산내들아파트, 원삼화로. 통정2교차로, 삼봉, 초락교차로                               | 1회                          | 1회                             |           |
| 120       | 터미널      | ↔        | 대호방조제           | 호서고등학교, 진관삼거리, 대촌, 천년나무4단지, 원뚝머리, 장고항2리마을회관, 왜목펜션, 도랭이하우스      | 120분                        | 120분                           |           |
| 130       | 터미널      | ↔        | 삼길포               | 호서고등학교, 진관삼거리, 대촌2리구억마을입구, 석문면행정복지센터, 삼봉, 음샘말, 대호가든               | 12회                         | 60분                            |           |
| 140       | 터미널      | ↔        | 장고항               | 큰마섬길, 호서대, 기름재, 환영철강.보덕사앞, 보덕포로, 삼성쉐르빌아파트, 부경아파트                     | 1회 3회                      | 360분                           |           |
| 141       | 터미널      | →        | 장고항               | 호서고등학교, 대동다숲아파트, 보덕포로, 슬항2리, 삼화2리회관, LH 1.2단지 아파트, 석문국가산업단지, 새티 | 1회                          | 180분                           |           |
| 142       | 터미널      | →        | 장고항               | 호서고등학교, 운곡, 슬항교회, 부골, 통정, 산단7로, 새티                                                 | 3회                          | 평일 300분 주말.공휴일240~300분 |           |
| 143       | 용무치      | →        | 터미널               | 장고항, 산단5로, 석문면행정복지센터, 찬동, 칠성바위, 진관삼거리, 우체국                                 | 3회                          | 300분                           |           |
| 144       | 호반써밋3차 | →        | 현대철강             | 동부센트레빌1차, 푸른병원, 진관삼거리, 칠성바위, 찬동, 석문면행정복지센터, 석문공원                     | 1회                          | 1회                             |           |
| 145       | 삼봉        | →        | 터미널               | 통정1리, 찬동, 샘마을, 당진종합운동장, 고대, 항곡리, 시내                                               | 1회                          | 1회                             |           |
| 146       | 터미널      | →        | 장고항               | 호서고등학교, 운곡리, 슬항교회, 부골, 통정1리, 원뚝머리, 장고항정미소                                   | 1회                          | 1회                             |           |
| 147       | 용무치      | →        | 터미널               | 장고항, 장고항리, LH 1.2단지 아파트, 삼화3리, 샘마을, 진관1리, 시내, 주공그린빌                         | 1회                          | 1회                             |           |
| 148       | 석문방조제  | →        | 터미널               | 장고항2리마을회관, 장고항2리, 삼봉산주유소, 통정1리, 보덕포로, 당진중학교                               | 1회                          | 1회                             |           |
| 149       | 장고항2리   | →        | 호반서밋2차          | 감나무골, 위스테이트, 다온의원, 부골, 보덕포로, 당진제2교, 터미널                                       | 1회                          | 1회                             |           |
| 150       | 터미널      | →        | 성산2리              | 호서고등학교, 당진도서관, 당진종합운동장, 고대중학교, 속사                                              | 평일2회 토요일2회 일요일 1회 | 245분                           |           |
| 151       | 터미널      | ↔        | 성산3리              | 호서고등학교, 당진도서관, 당진종합운동장, 고대중학교, 장항2리, 갓골, 구동                               | 1회                          | 365분                           |           |
| 152       | 터미널      | →        | 성산2리              | 호서고등학교, 당진도서관, 당진종합운동장, 슬항교회, 대촌2리, 고산교회                                   | 1회                          | 1회                             |           |
| 153       | 터미널      | →        | 성산3리              | 호서고등학교, 대동다숲아파트, 보덕포로, 고대초등학교, 장항2리, 당진포1리, 성산3리                       | 1회                          | 1회                             |           |
| 160       | 터미널      | →        | 해창                 | 호서고등학교, 당진도서관, 당진종합운동장, 고대중학교, 장항2리, 당진포보건진료소, 진부리                 | 4회                          | 평일 525분 주말.공휴일 60~525분 |           |
| 161       | 해창        | →        | 터미널               | 성안골, 당진포보건진료소, 구동마을, 성산2리, 대촌2리구억마을입구, 진관1리, 우체국                       | 1회                          | 1회                             |           |
| 162       | 터미널      | ↔        | 해창                 | 호서고등학교, 대동다숲아파트, 용두리차부슈퍼, 대촌2리, 당진포3리, 고대로, 당진포진성                    | 3회                          | 평일 405분 주말 150~405분       |           |
| 163       | 터미널      | ↔        | 해창                 | 호서고등학교, 대동다숲아파트, 보덕포로, 고대초등학교, 장항2리, 온동로, 당진포2리                        | 1회                          | 1회                             |           |
| 164       | 해창        | →        | 터미널               | 성안골, 온동로, 당진포3리, 고대중학교, 용두리, 당진중학교, 당진원당주공그린빌                           | 1회                          | 1회                             |           |
| 180       | 터미널      | →        | 옥현                 | 호서고등학교, 삼성쉐르빌, 항곡리, 고대미곡처리장, 대동약방, 삼선산수목원, 흐미터, 구로지                | 4회                          | 180분                           |           |
| 181       | 터미널      | ↔        | 옥현                 | 호서고등학교, 삼성쉐르빌, 항곡리, 고대미곡처리장, 대동약방, 당미, 용연교회                              | 5회                          | 120~180분                       |           |
| 182       | 옥현        | →        | 터미널               | 구실고개, 흐미터, 고대면보건지소, 진관1리, 당진중학교, 계성초등학교                                     | 1회                          | 1회                             |           |
| 183       | 터미널      | →        | 옥현                 | 호서고등학교, 당진도서관, 진관2리마을회관, 삼동길                                                       | 1회                          | 1회                             |           |
| 184       | 터미널      | →        | 옥현                 | 호서고등학교, 삼성쉐르빌, 항곡리, 고대미곡처리장, 당진종합운동장, 진관2리마을회관, 당미로               | 1회                          | 1회                             | 평일 운휴 |
| 250       | 시내        | →        | 합덕                 | 호서고등학교, 롯데마트, 시곡삼거리, 기지시, 봉학마을아파트, 거산종합물류, 중방2리                       | 3회                          | 120~637분                       |           |
| 251       | 시내        | →        | 합덕                 | 호서고등학교, 원당동, 당진종합병원, 봉학마을아파트, 신평볼링장, 신평농협라이스센터, 공포리, 우강양조장  | 15회                         | 60~70분                         |           |
| 260       | 시내        | →        | 내도                 | 호서고등학교, 감골교차로, 거산리, 농동단지.장례식장, 금천1리, 도성리, 깔판, 복운3리                     | 9회                          | 180분                           |           |
| 261       | 시내        | →        | 보건소               | 호서고등학교, 감골교차로, 거산1리, 원마트, 한정초등학교, 깔판삼거리, 한진교차로                         | 1회                          | 1회                             |           |
| 262       | 시내        | →        | 동광.신성미소지움    | 호서고등학교, 청구아파트, 기지시, 신평면행정복지센터, 한정초등학교, 사렛교회                            | 3회                          | 60~780분                        |           |
| 263       | 시내        | →        | 부곡                 | 호서고등학교, 원당교, 입암교차로, 반촌2리, 서정초등학교, 신평만경마트, 도성리                           | 평일 2회 주말 1회            | 평일 2회 주말 1회               |           |
| 265       | 시내        | →        | 삽교천시외버스터미널 | 호서고등학교, 시곡삼거리, 봉학마을아파트, 신평면행정복지센터, 도성리, 매산로, 동광신성미소2단지         | 1회                          | 1회                             |           |
| 270       | 시내        | →        | 전대                 | 호서고등학교, 롯데마트, 시곡삼거리, 기지시, 송악농공단지, 석포리, 도원리                                | 2회                          | 2회                             |           |
| 271       | 시내        | →        | 초대                 | 호서고등학교, 롯데마트, 시곡삼거리, 송악농공단지, 석포리, 방축골                                        | 1회                          | 1회                             |           |
| 274       | 시내        | →        | 신평면행정복지센터   | 호서고등학교, 원당교, 입암교차로, 가학리, 수웅누리아파트, 금곡리, 금천주유소                            | 1회                          | 1회                             |           |
| 275       | 시내        | →        | 한정                 | 호서고등학교, 롯데마트, 시곡삼거리, 기지시, 영천리.산정말, 초대2리, 코아루아파트, 한정리                | 1회                          | 1회                             |           |
| 276       | 시내        | →        | 신평면행정복지센터   | 호서고등학교, 롯데마트, 시곡삼거리, 기지시, 영천리.산정말, 방축골길, 금천주유소                         | 1회                          | 1회                             |           |
| 278       | 시내        | →        | 신평면행정복지센터   | 호서고등학교, 한라비발디, 시곡동, 당진종합병원, 기린산업, 초대저수지.윗사내, 소창길                     | 1회                          | 1회                             |           |
| 280       | 시내        | →        | 정곡리               | 호서고등학교, 터미널, 시곡동, 현대아파트, 송악중학교, 송악고등학교                                      | 2회 3회                      | 180분                           |           |
| 281       | 시내        | →        | 신평면행정복지센터   | 호서고등학교, 한라비발디, 원당동, 당진종합병원, 송악농공단지, 정곡리배울길, 석포리, 도원리              | 1회                          | 1회                             |           |
| 310       | 시내        | →        | 당진항               | 호서고등학교, 한라비발디, 농민주유소, 송산농협, 송산중명아파트, 동곡리, 육교앞                          | 13회                         | 45~180                          |           |
| 311       | 시내        | →        | 내도                 | 호서고등학교, 주공아파트, 금암교, 매곡리, 청광아파트, 동곡리 , 노란이마을                               | 2회                          | 2회                             |           |
| 312       | 시내        | →        | 현대제철             | 호서고등학교, 주공아파트, 금암교, 매곡리, 삼월리, 청광아파트, 동곡리                                    | 2회                          | 2회                             |           |
| 316       | 시내        | →        | 내도                 | 호서고등학교, 이안아파트3차, 대상아파트, 삼월삼거리, 청광아파트, 동곡, 내더리                           | 1회                          | 1회                             |           |
| 320       | 시내        | →        | 석문방조제           | 호서고등학교, 주공아파트, 금암교, 매곡리, 삼월리, 청광아파트, 현대제철로                                | 13회 14회                    | 60분                            |           |
| 330       | 시내        | →        | 무수                 | 호서고등학교, 주공아파트, 금암교, 매곡리, 삼월리                                                        | 1회                          | 1회                             |           |
| 331       | 무수        | →        | 보건소               | 삼월리, 매곡리, 금암교, 주공아파트, 시내                                                                | 1회                          | 1회                             |           |
| 342       | 시내        | →        | 명산                 | 송악산업단지, 송악중학교.송악고등학교, 현대아파트, 원당교, 주공아파트, 시내                             | 1회                          | 240분                           |           |
| 343       | 명산리      | →        | 터미널               | 도문로, 삼월삼거리, 송산세안아파트, 충남자동차운전학원, 터미널, 수협, 우체국                            | 1회                          | 1회                             |           |
| 350       | 시내        | →        | 당산                 | 호서고등학교, 주공아파트, 금암리, 당산리고잔저수지, 당산1리                                             | 3회                          | 60분 230분                      |           |
| 351       | 시내        | →        | 당산                 | 호서고등학교, 주공아파트, 농업기술센터, 칠절, 당산2리, 아치실                                           | 1회                          | 1회                             |           |
| 360       | 시내        | →        | 고잔                 | 호서고등학교, 주공아파트, 금암교, 송매교회, 당산리, 당산1리, 당산리고잔저수지                           | 평일 240분 주말 120~240분    | 평일 240분 주말 120~240분       |           |
| 361       | 시내        | →        | 무수리               | 호서고등학교, 주공아파트, 농업기술센터, 송산세안아파트, 삼월삼거리                                      | 1회                          | 1회                             |           |
| 363       | 명산        | →        | 터미널               | 도문로, 삼월삼거리, 송산세안아파트, 충남자동차운전학원, 터미널, 수협, 우체국                            | 1회                          | 1회                             |           |
| 440       | 터미널      | →        | 대천리               | 부경아파트, 국일장, 용연, 송학1리, 원동리, 마교리, 화전리                                               | 2회 4회                      | 295분                           |           |
| 441       | 터미널      | →        | 대천리               | 호서고등학교, 행정감리교회, 덕마리해나교회, 도곡마을, 삼응1리.나무고개, 남산초등학교, 궁평1리           | 1회                          | 1회                             |           |
| 450       | 터미널      | →        | 합덕                 | 호서고등학교, 행정감리교회, 신성대편의점, 평안마을, 삽다리, 양유교, 도곡리, 합덕소방청사                | 13회                         | 120분                           |           |
| 451       | 터미널      | →        | 대운산리             | 호서고등학교, 당진주유소, 용연교회                                                                      | 평일 2회 주말 1회            | 평일 2회 주말 1회               |           |
| 452       | 터미널      | →        | 합덕                 | 호서고등학교, 행정1통, 대운산교, 원구룡, 삼웅2리, 양유교, 도곡리                                        | 1회                          | 1회                             |           |
| 460       | 터미널      | →        | 수당1저수지          | 호서고등학교, 당진주유소, 용연교회, 덕마리, 대운산교, 아랫말                                            | 6회                          | 120분                           |           |
| 461       | 운산        | →        | 터미널               | 수당리, 가지매기, 사관리, 덕마리해나교회, 모평보건소, 당진시여성의전당, 우체국, 주공그린빌              | 2회                          | 2회                             |           |
| 462       | 수당1저수지 | →        | 터미널               | 수당리, 원구룡, 대운산교, 덕마리, 채운3통, 신성아파트, 주공그린빌                                       | 1회                          | 1회                             |           |
| 463       | 터미널      | →        | 수당1저수지          | 호서고등학교, 당진주유소, 용연교회, 신성대학교, 가지매기                                                | 1회                          | 1회                             |           |
| 471       | 터미널      | →        | 용연유치원           | 부경아파트, 당진시장, 대덕2통, 용연, 용연1통                                                            | 3회                          | 570분                           |           |
| 472       | 터미널      | →        | 석연에스텍           | 부경아파트, 당진시장, 행정감리교회, 용연1통                                                             | 1회                          | 1회                             |           |
| 473       | 터미널      | →        | 석연에스텍           | 부경아파트, 당진시장, 대덕2통, 용연                                                                     | 1회                          | 1회                             |           |
| 474       | 석영에스텍  | →        | 터미널               | 대덕동.열림빌라, 무지개빌, 부경아파트                                                                   | 2회                          | 2회                             |           |
| 475       | 용연        | →        | 터미널               | 용연2리, 용연교회, 채운3통, 산성아파트                                                                  | 1회                          | 1회                             |           |
| 520       | 터미널      | →        | 합덕                 | 부경아파트, 이안아파트, 오야돌, 성북제1교, 소망교회, 본2리, 세류리시온슈퍼                              | 5회                          | 90~320분                        |           |
| 522       | 터미널      | →        | 합덕                 | 호서고등학교, 행정1통, 대운산교, 사기소교, 성상리, 당진노인요양원, 걸음막, 전파관리소                   | 1회                          | 1회                             |           |
| 531       | 터미널      | →        | 면천                 | 부경아파트, 문예의전당, 수청3길, 갈산리중보들, 송림조경농원, 순성면행정복지센터, 차돌백이, 성상2리      | 2회                          | 2회                             |           |
| 532       | 터미널      | →        | 면천                 | 부경아파트, 이안아파트, 오야돌, 성북제1교, 송림조경농원, 백석리.우성산기                                | 1회                          | 1회                             |           |
| 550       | 터미널      | →        | 합덕                 | 부경아파트, 호반1차아파트, 아미미술관, 옥호리교차로, 오봉저수지, 신평농협오거리, 공포삼거리             | 2회                          | 2회                             |           |
| 551       | 터미널      | →        | 합덕                 | 부경아파트, 수청3길, 송림조경농원, 아찬리보건소, 신평중학교.신평고등학교, 남산1리, 공포삼거리           | 1회                          | 1회                             |           |
| 553       | 터미널      | →        | 합덕                 | 부경아파트, 수청3길, 송림조경농원, 아찬리보건소, 신평중학교.신평고등학교, 남산1리, 공포삼거리           | 1회                          | 1회                             |           |
| 611       | 터미널      | →        | 적서                 | 호서고등학교, 행정감리교회, 신성대편의점, 독골고개, 승산대교, 진영빌라, 도성초등학교                    | 3회                          | 평일 540분 주말 120~540분       |           |
| 612       | 터미널      | →        | 사성                 | 호서고등학교, 행정감리교회, 신성대편의점, 독골고개, 승산대교, 진영빌라, 삼바실                          | 1회                          | 1회                             |           |
| 620       | 터미널      | →        | 조금삼거리           | 호서고등학교, 당진도서관, 당진종합운동장, 진관리정미로, 천의2리.안상구실, 정미, 장정삼거리, 진영빌라    | 1회                          | 1회                             |           |
| 621       | 터미널      | →        | 적서                 | 호서고등학교, 운곡리, 슬항교차로, 천의리, 장정리, 진영빌라, 사성리                                      | 5회                          | 228분                           |           |
| 622       | 터미널      | →        | 적서                 | 호서고등학교, 운곡리, 슬항교차로, 천의리, 구티고개, 충장사, 개시리                                      | 2회                          | 2회                             |           |
| 624       | 터미널      | →        | 적서                 | 호서고등학교, 용두리, 정미농협창고, 출포리, 사성1리검드락골, 사성2리                                    | 1회                          | 1회                             |           |
| 630       | 터미널      | →        | 적서(한다리)         | 호서고등학교, 삼성쉐르빌, 봉생리란주복짬뽕, 정미농협창고, 빈장들, 도이2리, 개시리                       | 2회                          | 2회                             |           |
| 641       | 터미널      | →        | 산성                 | 호서고등학교, 삼성쉐르빌, 봉생리란주복짬뽕, 모평보건소, 독골, 승산사거리, 우산리당대골                  | 2회                          | 2회                             |           |
| 642       | 터미널      | →        | 산성                 | 호서고등학교, 극락사, 상평, 독골, 도산리차이림, 둥굿재, 덕삼리저수지                                    | 4회                          | 80~240분                        |           |
| 643       | 터미널      | →        | 산성                 | 호서고등학교, 채운동.이안아파트, 봉담, 돌대미고개, 승산삼거리, 정미초등학교, 장원산업, 산성리염솔로21   | 1회                          | 1회                             |           |
| 650       | 터미널      | →        | 조금삼거리           | 호서고등학교, 당진도서관, 산티아고, 사계절면옥, 승산사거리, 마살미                                      | 1회                          | 1회                             |           |
| 651       | 터미널      | →        | 적서                 | 호서고등학교, 채운동.이안아파트, 명성자동차정비소, 승산대교, 조금리능골, 샘골, 적서리지미재             | 1회                          | 1회                             |           |
| 652       | 터미널      | →        | 조금삼거리           | 호서고등학교, 채운동.이안아파트, 명성자동차정비소, 승산대교, 별고개, 승전교, 출포리                     | 2회                          | 2회                             |           |
| 653       | 터미널      | →        | 조금                 | 호서고등학교, 지석아파트, 정미농협창고, 목탁산, 송전리고지내, 조름리회관, 사성1리검드락골               | 2회                          | 360분                           |           |
| 654       | 터미널      | →        | 적서(한다리)         | 호서고등학교, 지석아파트, 정미농협창고, 목탁산, 송전리고지내, 조름리회관, 도성초등학교                  | 1회                          | 1회                             |           |

### 송악, 신평, 석문 방면
| 노선 번호 | 운행구간           | 운행구간 | 운행구간             | 경유지 | 운행 횟수                    | 배차 간격 (분)               | 비고              |
| --------- | ------------------ | -------- | -------------------- | --- | ---------------------------- | ---------------------------- | ----------------- |
| 200       | 시내               | →        | 변전소               | 호서고등학교, 원당동, 당진종합병원입구, 송악농공단지, 중흥삼거리, 복운1리복지회관, 휴스틸                                            | 평일 180 주말 60~180         | 평일 180 주말 60~180         |                   |
| 201       | 변전소             | →        | 보건소               | 동서기공, 복운1리, 하운, 중흥삼거리, 당고개, 감골교차로, 호서고등학교                                                                | 1회                          | 1회                          | 시내방면 4회 운행 |
| 202       | 한진2리            | →        | 보건소               | 중외제약굴다리, 휴스틸, 복운1리복지회관, 송악초등학교, 기린산업, 청구아파트입구, 수협                                                | 1회 평일 685분 2회           | 1회 평일 685분 2회           |                   |
| 203       | 시내               | →        | 이주단지             | 호서고등학교, 롯데마트동부로, 시곡삼거리, 기지시, 송악농공단지, 석포리, 오곡정미소, 미소지움1차정문                                  | 평일 855분 주말 2회          | 평일 845분 주말 2회          |                   |
| 204       | 시내               | →        | 이주단지             | 호서고등학교, 원당교, 입암교차로, 가학리마을회관, 수웅누리아파트, 동부제철아파트, 복운1리복지회관                                    | 1회                          | 1회                          |                   |
| 205       | 한진포구           | →        | 보건소               | 기보스틸, 송악신도시입구, 복운리, 석포리, 기린산업, 시곡동, 호서고등학교                                                             | 1회                          | 1회                          |                   |
| 206       | 시내               | →        | 현대제철             | 계성초등학교, 성황당, 당고개, 정곡리, 코덱스주유소, 복운1리, 내도리                                                                  | 1회                          | 1회                          |                   |
| 210       | 한진포구           | →        | 보건소               | 이화글로텍, 이주단지, 필경사, 오곡리, 수웅누리아파트, 기지시, 롯데마트, 제일꽃게장                                                   | 11회 12회                    | 50~120분 60~120분            |                   |
| 211       | 한진포구           | →        | 보건소               | 이화글로텍, 이주단지, 필경사, 오곡리, 수웅누리아파트, 기지시, 롯데마트, 시내                                                         | 1회                          | 1회                          |                   |
| 212       | 시내               | →        | 한진포구             | 호서고등학교, 원당교, 입암교차로, 가학리, 수웅누리아파트, 코덱스주유소, 상록초등학교, 한진2리                                        | 1회                          | 1회                          |                   |
| 213       | 시내               | →        | 한진2리              | 호서고등학교, 시곡동, 송악중학교.송악고등학교, 석포리, 부곡정미소, 미소지움1차아파트, 한진포구                                       | 1회                          | 1회                          |                   |
| 214       | 이주단지           | →        | 보건소               | 미소지움1차아파트, 제이테크, 세종그랑시아아파트, 수웅누리아파트, 송악중학교.송악고등학교, 시곡동, 부경2차아파트, 당진2동행정복지센터 | 2회                          | 2회                          |                   |
| 216       | 시내               | →        | 한진포구             | 호서고등학교, 원당교, 입암교차로, 가학리, 수웅누리아파트, 코덱스주유소, 상록초등학교                                                 | 1회                          | 1회                          |                   |
| 220       | 현대제철           | →        | 보건소               | 고대2리, 오곡리, 중흥삼거리, 수웅누리아파트, 기린산업, 성황당, 우체국                                                                | 1회                          | 1회                          |                   |
| 221       | 시내               | →        | 변전소               | 호서고등학교, 원당동, 당진종합병원, 송악농공단지, 중흥삼거리, 부곡정미소. 현대제철                                                   | 1회                          | 1회                          |                   |
| 222       | 시내               | →        | 현대제철             | 호서고등학교, 원당동, 당진종합병원, 송악농공단지, 중흥삼거리, 부곡정미소                                                             | 평일 375분 주말2회           | 평일 375분 주말2회           |                   |
| 223       | 현대제철           | →        | 보건소               | 내도리, 오곡리, 석포리, 당고개, 마켓다원, 롯데마트, 시내                                                                             | 1회                          | 1회                          |                   |
| 224       | 현대제철           | →        | 보건소               | 내도리, 변전소, 부곡정미소, 송악초등학교, 기린산업, 시곡동, 푸른병원                                                                 | 1회                          | 1회                          |                   |
| 225       | 현대제철           | →        | 보건소               | 내도리, 한진2리, 당진근로자종합복지관, 코덱스주유소, 석포리, 성황당, 터미널, 당진2동행정복지센터                                     | 1회                          | 1회                          |                   |
| 231       | 내도               | →        | 보건소               | 육교앞, 월곡리, 정곡리, 당고개, 성황당, 원당동, 호서고등학교, 당진2동행정복지센터                                                    | 1회                          | 1회                          |                   |
| 232       | 시내               | →        | 이화글로텍           | 호서고등학교, 원당동, 당진종합병원, 송악농공단지, 도일빌라, 송악신도시입구, 이주단지                                                 | 1회                          | 1회                          |                   |
| 233       | 내도               | →        | 보건소               | 고대2리, 석포리, 정곡리, 석포리, 정우맨션, 원당교, 신협                                                                              | 1회                          | 1회                          |                   |
| 245       | 시내               | →        | 삽교천시외버스터미널 | 호서고등학교, 롯데마트, 임압교차로, 가교2리, 가청로, 코아루아파트, 신평농협오거리                                                    | 평일,토요일 608분 일요일 2회 | 평일,토요일 608분 일요일 2회 |                   |
| 246       | 신평               | →        | 보건소               | 손골, 반촌리, 기지시, 시곡동, 터미널, 수협                                                                                           | 1회                          | 1회                          |                   |
| 264       | 시내               | →        | 삽교천시외버스터미널 | 호서고등학교, 롯데마트, 시곡삼거리, 기지시, 봉학마을아파트, 신평면행정복지센터                                                       | 60~240                       | 60~240                       |                   |
| 272       | 신평               | →        | 보건소               | 원마트, 가락이길, 당고개로, 가학리, 현대아파트, 롯데마트, 수협                                                                       | 2회                          | 2회                          |                   |
| 273       | 신평만경마트       | →        | 보건소               | 금천주유소, 고도원길, 석포리, 송악농공단지, 기지시, 청구아파트, 부경2차아파트, 제일꽃게장                                            | 2회                          | 2회                          |                   |
| 277       | 신평면행정복지센터 | →        | 보건소               | 금천1리, 신평고속버스정류장, 신평산업단지, 기지시, 감골교차로, 롯데마트, 푸른병원, 당진2동행정복지센터                               | 1회                          | 1회                          |                   |
| 279       | 시내               | →        | 신평만경마트         | 호서고등학교, 원당교, 입암교차로, 시곡, 송악중학교.송악고등학교, 당고개로, 초대리                                                    | 1회                          | 1회                          |                   |
| 313       | 내도               | →        | 보건소               | 노란이마을, 가곡교회, 송산중명아파트, 송산농협, 농민주유소, 터미널, 시내                                                             | 2회                          | 920분                        |                   |
| 314       | 내도               | →        | 보건소               | 노란이마을, 가곡리, 유곡리, 명성동, 동우그린맨션, 충남자동차운전학원, 푸른병원                                                       | 1회                          | 1회                          |                   |
| 315       | 현대제철           | →        | 보건소               | 선호불가마, 현대제철앞, 무수리, 동우그린맨션, 원당2통, 터미널, 수협                                                                  | 1회                          | 1회                          |                   |
| 321       | 현대제철           | →        | 보건소               | 현대제철서문, 가곡리, 현대사원아파트, 상거리, 원당2통, 주공아파트, 성모병원                                                          | 1회                          | 1회                          |                   |
| 556       | 신평면행정복지센터 | →        | 터미널               | 신세대아파트, 부자농장, 옥호리교차로, 순성중학교, 갈산리8반, 수청3길, 남산휴먼빌, 주공그린빌                                         | 2회                          | 2회                          |                   |
| 852       | 신평면행정복지센터 | →        | 합덕                 | 대원에스티, 남원포, 신송1, 송산 | 1회                          | 1회                          |                   |
| 970       | 신평면행정복지센터 | →        |                      | 금천2리, 고도원길, 영천리.산정말, 성황당, 원당교, 호서고등학교, 우체국                                                               | 1회                          | 1회                          |                   |
| 송악고1   | 송악아파트         | →        | 당고개               | 정우맨션 | 1회                          | 1회                          | 등교시간 1회 운행 |
| 송악고2   | 당고개             | →        | 기지시               | 송악중학교.송악고등학교 | 1회                          | 1회                          | 하교시간 1회 운행 |

### 합덕터미널 출발
| 노선 번호 | 운행구간             | 운행구간 | 운행구간             | 경유지 | 운행 횟수 | 배차 간격 (분)                           | 비고 |
| --------- | -------------------- | -------- | -------------------- | --- | --------- | ---------------------------------------- | ---- |
| 81        | 합덕                 | →        | 합덕                 | 합덕시장 | 4회       | 80~220분                                 |      |
| 240       | 합덕                 | →        | 보건소               | 솔뫼성지, 부장교, 원마트, 조박골, 가교2리, 마켓다원, 터미널                                                   | 1회       | 1회                                      |      |
| 241       | 시내                 | →        | 합덕                 | 호서고등학교, 청구아파트, 송악아파트, 종달, 신평볼링장, 남산1리, 공포리                                       | 1회       | 1회                                      |      |
| 242       | 시내                 | →        | 합덕                 | 호서고등학교, 시곡동, 송악하수처리장, 가청로, 금천1리, 신남길, 신송1리                                        | 1회       | 1회                                      |      |
| 243       | 시내                 | →        | 합덕                 | 호서고등학교, 원당동, 기지시, 방계리, 서종초등학교, 신평농협오거리, 신송1리                                   | 1회       | 1회                                      |      |
| 244       | 합덕                 | →        | 보건소               | 솔뫼성지, 남원포, 신평만경마트, 조박골, 감골교차로, 주공아파트                                                | 1회       | 1회                                      |      |
| 290       | 시내                 | →        | 합덕                 | 호서고등학교, 이안아파트, 시곡삼거리, 광명리, 신평정류소, 세류리                                              | 5회       | 213분                                    |      |
| 420       | 터미널               | →        | 합덕                 | 부경아파트, 담들기, 죽동, 성상1리, 자개2리, 면천산업단지, 석우리                                              | 1회       | 1회                                      |      |
| 511       | 합덕                 | →        | 면천                 | 합덕여자중학교.합덕여자고등학교, 도곡리쑥고개골, 문봉리, 나산리, 광천리, 봉소2리, 양유저수지                  | 1회       | 1회                                      |      |
| 521       | 합덕                 | →        | 면천                 | 송산1리, 본리포도농원, 본2리, 순성세안아파트, 안골마을, 성상2리                                               | 2회       | 400분                                    |      |
| 530       | 합덕                 | →        | 터미널               | 합덕여자중학교.합덕여자고등학교, 태신목장, 양유저수지, 순성면행정복지센터, 성복제1교, 수청3길, 시내           | 1회       | 1회                                      |      |
| 552       | 합덕                 | →        | 터미널               | 솔뫼성지, 신당리입구, 신평면행정복지센터, 아찬리한길산업, 순성중명아파트, 성북제1교, 당진시청, 원당주공그린빌 | 1회       | 1회                                      |      |
| 554       | 합덕                 | →        | 터미널               | 우강면행정복지센터, 신송리, 신평만경마트, 부자농장, 갈산리, 당진초등학교                                      | 1회       | 1회                                      |      |
| 710       | 합덕                 | →        | 원치                 | 송산, 세류 | 5회       | 평일 215분 주말 105~195분                |      |
| 720       | 합덕                 | →        | 하리                 | 솔뫼성지, 성원리, 부리포, 신촌교, 부장2길                                                                     | 4회       |                                          |      |
| 722       | 합덕                 | →        | 하리                 | 우강면행정복지센터, 공포평야, 부장교, 부장리1길65                                                             | 2회       | 2회                                      |      |
| 730       | 합덕                 | →        | 후경종점             | 창리, 소반리.반대, 내경2리                                                                                    | 4회       | 평일 490분 주말 90~490분                 |      |
| 731       | 합덕                 | →        | 후경종점             | 창리, 우강농협대포리사업소, 후경                                                                              | 3회       | 평일 380분 주말 190~380분                |      |
| 740       | 합덕                 | →        | 도촌                 | 우주통신사택, 고평, 신촌초등학교                                                                              | 3회       | 50~60분                                  |      |
| 750       | 합덕                 | →        | 상궁3리              | 우주통신사택, 도리마을, 하흑                                                                                  | 3회       | 평일 50~60분 토요일 50~110분 일요일 60분 |      |
| 760       | 합덕                 | →        | 구양도회관           | 우주통신사택, 도리마을                                                                                        | 1회       | 1회                                      |      |
| 761       | 합덕                 | →        | 대포                 | 우주통신사택, 도리마을, 하평리착한들마을, 상동                                                                | 4회       | 평일 210분 주말 145~210분                |      |
| 762       | 원신흥               | →        | 합덕                 | 대포리, 점원리, 하궁원리, 도리, 운산리케이티엠                                                                | 3회       | 평일 210분 주말 125~200분                |      |
| 763       | 합덕                 | →        | 원신흥               | 우주통신사택, 상궁원, 피원                                                                                    | 1회       | 1회                                      |      |
| 770       | 합덕                 | →        | 성동                 | 흥인아이리스아파트                                                                                            | 3회       | 평일 525분 주말 90~525분                 |      |
| 772       | 합덕                 | →        | 내동                 | 흥인아이리스아파트                                                                                            | 2회       | 310분                                    |      |
| 780       | 합덕                 | →        | 구충남방적           | 우주통신사택, 도리마을, 구양도, 구곡리                                                                        | 4회       | 평일 270분 주말 193~270분                |      |
| 790       | 합덕                 | →        | 대천                 | 흥인아이리스아파트, 재오지리, 호음1리, 몽곡리                                                                 | 6회       | 160분                                    |      |
| 791       | 합덕                 | →        | 군계                 | 흥인아이리스아파트, 재오지리                                                                                  | 2회       | 2회                                      |      |
| 792       | 합덕                 | →        | 대천                 | 우주통신사택, 고평, 신촌초등학교, 상궁1리, 대천리                                                             | 2회       | 2회                                      |      |
| 830       | 합덕                 | →        | 도문로               | 송산1리, 북창초등학교, 봉교리, 나라사랑공원, 기지시, 당고개, 명산리.산뒤                                      | 1회       | 1회                                      |      |
| 850       | 합덕                 | →        | 합덕                 | 송산, 신송, 리가아파트.금천리, 서정초등학교, 아찬리, 광천, 합덕일반산업단지D                                  | 1회       | 1회                                      |      |
| 851       | 합덕                 | →        | 신평만경마트         | 합덕여자중학교.합덕여자고등학교, 합덕일반산업단지A, 광천, 아찬리딸기조합, 부자농장, 서정초등학교, 금천1리     | 1회       | 1회                                      |      |
| 860       | 합덕                 | →        | 삽교천시외버스터미널 | 송산, 북창초등학교, 신세대아파트, 원마트, 신흥리                                                              | 3회       | 160분                                    |      |
| 861       | 삽교천시외버스터미널 | →        | 합덕                 | 신평요양센터, 남원포, 신송, 송산                                                                              | 1회       | 1회                                      |      |
| 862       | 합덕                 | →        | 삽교천시외버스터미널 | 솔뫼성지, 공포평야, 부장교, 신평요양센터                                                                      | 1회       | 1회                                      |      |
| 870       | 합덕                 | →        | 합덕                 | 송산, 상오리한양파크빌라, 신평만경마트, 전대, 전대리, 신세대아파트, 세류리시온슈퍼                            | 1회       | 1회                                      |      |
| 872       | 합덕                 | →        | 신평만경마트         | 송산, 북창초등학교, 신세대아파트, 신평면행정복지센터, 전대리, 고도원길, 전대초등학교, 원마트                  | 1회       | 1회                                      |      |
| 873       | 합덕                 | →        | 원마트               | 우강면행정복지센터, 강문, 신촌, 부장리1길65, 신흥                                                             | 1회       | 1회                                      |      |

### 송산 방면
| 노선 번호 | 운행구간   | 운행구간 | 운행구간 | 경유지                                                               | 운행 횟수                 | 배차 간격 (분)            | 비고 |
| --------- | ---------- | -------- | -------- | -------------------------------------------------------------------- | ------------------------- | ------------------------- | ---- |
| 325       | 석문방조제 | →        | 보건소   | 현대제철서문, 청광아파트, 송산농협, 기지유치원, 주공그린빌, 수협     | 1회                       | 1회                       |      |
| 340       | 외나무다리 | →        | 보건소   | 중성골길, 송산중학교, 틀모시로, 성황당, 원당동, 주공아파트, 성모병원 | 평일 420분 주말 110~420분 | 평일 420분 주말 110~420분 |      |

### 면천, 합덕, 운산, 고덕, 우강 방면
| 노선 번호 | 운행구간     | 운행구간 | 운행구간 | 경유지                                                                                                  | 운행 횟수                     | 배차 간격 (분)                | 비고 |
| --------- | ------------ | -------- | -------- | --- | ----------------------------- | ----------------------------- | ---- |
| 400       | 터미널       | →        | 합덕     | 부경아파트, 국일장, 용연, 송학1리, 구실고개, 태신목장, 석우리참새물들                                   | 평일2회 토요일 2회 일요일 1회 | 평일2회 토요일 2회 일요일 1회 |      |
| 410       | 터미널       | →        | 대치     | 부경아파트, 당진보건소, 대영주택, 죽동, 면천초등학교, 성하리원나무골, 대치리178                         | 2회                           | 2회                           |      |
| 411       | 터미널       | →        | 팔중     | 부경아파트, 당진보건소, 대영주택, 죽동, 면천중학교, 성하리, 대치리                                      | 1회                           | 1회                           |      |
| 412       | 터미널       | →        | 대치     | 부경아파트, 당진시장, 대덕2통, 고리티, 송학2리, 면천정류장, 자개1리, 대치리                             | 2회                           | 2회                           |      |
| 413       | 터미널       | →        | 팔중     | 부경아파트, 당진보건소 , 대영주택, 죽동, 면천초등학교, 자개1리, 대치리                                  | 1회                           | 1회                           |      |
| 421       | 터미널       | →        | 율사     | 부경아파트, 당진시장, 대덕2통, 고리티, 송학2리, 면천정류장, 자개1리                                     | 2회                           | 2회                           |      |
| 422       | 율사         | →        | 터미널   | 자개2리철골, 양유교, 나무고개, 아미산, 대영주택, 당진보건소, 계성초등학교                               | 1회                           | 1회                           |      |
| 430       | 합덕         | →        | 자개2리  | 합덕여자중학교.합덕여자고등학교, 도곡리쑥고개골, 문봉리, 문봉1리, 자개2리마을회관                       | 2회                           | 2회                           |      |
| 431       | 문봉         | →        | 합덕     | 자개2리마을회관, 자개1리, 면천정류장, 면천저수지, 문봉리, 도곡리쑥고개골, 합도초등학교                  | 2회                           | 2회                           |      |
| 432       | 면천         | →        | 합덕     | 원동리, 자개2리, 문봉1리, 백석올미영농조합, 순성면행정복지센터, 회태리, 합덕여자중학교.합덕여자고등학교 | 1회                           | 1회                           |      |
| 442       | 터미널       | →        | 대천     | 부경아파트, 하나로마트, 죽동리.만복슈퍼, 면천중학교, 문봉1리, 마교.마교리고개, 화전리                   | 1회                           | 1회                           |      |
| 500       | 터미널       | →        | 합덕     | 부경아파트, 문예의전당, 수청3길, 갈산리중보들, 순성면행정복지센터, 합닥일반산업단지A, 합덕소방청사      | 9회 12회                      | 30~155분 주말 30~155분        |      |
| 510       | 터미널       | →        | 합덕     | 부경아파트, 종합복지타운, 갈산리, 송림조경농원, 광천리, 나산리, 코브인터네셔널                          | 3회                           | 180~300분                     |      |
| 512       | 면천         | →        | 합덕     | 구실고개, 양유리, 봉소리잘딸골, 금암농장, 나산리, 도곡리에이마트, 합도초등학교                          | 1회                           | 1회                           |      |
| 540       | 면천         | →        | 합덕     | 에스엔씨산업, 봉소2리.구절산, 광천리, 합덕일반산업단지A, 합덕여자중학교.합덕여자고등학교                | 1회                           | 1회                           |      |
| 541       | 면천         | →        | 합덕     | 구실고개, 양유리늠산들, 봉소리항아리공장, 국민식품, 합덕일반산업단지B, 합덕소방청사                     | 1회                           | 1회                           |      |
| 732       | 후경종점     | →        | 합덕     | 고래원, 점원리, 합덕                                                                                    | 2회                           | 2회                           |      |
| 771       | 내동         | →        | 합덕     | 서야중학교.서야고등학교, 운산리케이엠                                                                   | 3회                           | 평일 525분 주말 90분          |      |
| 772       | 신촌초등학교 | →        | 합덕     | 덕곡회관, 합덕                                                                                          | 2회                           | 2회                           |      |

### 정미, 대호지 방면
| 노선 번호 | 운행구간     | 운행구간 | 운행구간 | 경유지                                                                                | 운행 횟수 | 배차 간격 (분) | 비고 |
| --------- | ------------ | -------- | -------- | ------------------------------------------------------------------------------------- | --------- | -------------- | ---- |
| 613       | 산성         | →        | 터미널   | 하성리, 승산, 독골, 대운산교, 용연동평교, 당진주유소, 당진원당주공그린빌              | 4회       | 120~235분      |      |
| 614       | 산성         | →        | 터미널   | 산성리서림기업, 봉성리한솔농원, 도산리, 아랫독골, 용연동운평교, 당진제2교, 주공그린빌 | 1회       | 1회            |      |
| 623       | 사성         | →        | 터미널   | 정골, 조금리, 장정삼거리, 천의2리, 고대면보건지소, 탑동리, 부경아파트                 | 1회       | 1회            |      |
| 631       | 적서         | →        | 터미널   | 터미널, 도이2리배말, 두산1리, 태영가설재, 모평보건소, 산티아고, 계성초등학교          | 3회       | 120분          |      |
| 632       | 적서(한다리) | →        | 터미널   | 적서리, 도이2리배말, 빈장들, 천의초등학교, 모평보건소, 항곡리, 우체국                 | 3회       | 3회            |      |
| 640       | 산성         | →        | 터미널   | 하성리, 도산리, 정미농협창고, 봉생리봉황슈퍼, 당진중학교, 계성초등학교                | 2회       | 2회            |      |